# Герои Социалистического Труда Запорожской области
В настоящий список включены:
- Герои Социалистического Труда, на момент присвоения звания проживавшие на территории современной Запорожской области, — 173 человека;
- уроженцы Запорожской области, удостоенные звания Героя Социалистического Труда в других регионах СССР, — 64 человека;
- Герои Социалистического Труда, прибывшие в Запорожскую область на постоянное проживание из других регионов СССР, — 8 человек;
- лишённые звания Героя Социалистического Труда — 1 человек.

Вторая и третья части списка могут быть неполными из-за отсутствия данных о месте рождения ряда Героев.
В таблицах отображены фамилия, имя и отчество Героев, должность и место работы на момент присвоения звания, дата Указа Президиума Верховного Совета СССР, отрасль народного хозяйства, место рождения/проживания, а также ссылка на биографическую статью на сайте «Герои страны». Формат таблиц предусматривает возможность сортировки по указанным параметрам путём нажатия на стрелку в нужной графе.

## История
Первыми в Запорожской области звания Героя Социалистического Труда были удостоены 9 работников колхозов и МТС Каменско-Днепровского и Верхне-Хортицкого районов. Высшая степень отличия была им присвоена Указом Президиума Верховного Совета СССР от 16 февраля 1948 года за получение высоких урожаев пшеницы в 1947 году.
Большинство Героев Социалистического Труда в области приходится на работников сельского хозяйства — 107 человек; металлургия — 29; машиностроение — 10; строительство — 6; госуправление — 5; электротехническая промышленность — 4; энергетика, радио- и электронная промышленность — по 3; транспорт — 2; станкостроительная, химическая, нефтехимическая промышленность, здравоохранение — по 1.

## Лица, удостоенные звания Героя Социалистического Труда в Запорожской области
| №   | Фамилия, имя, отчество                   | Даты жизни              | Деятельность | Дата присвоения | Отрасль           | Место рождения                | ГС         |
| --- | ---------------------------------------- | ----------------------- | --- | --------------- | ----------------- | ----------------------------- | ---------- |
| 1   | Авраменко Евдокия Куприяновна            | 1910 — ????             | Телятница колхоза «Ленинськым шляхом» Ореховского района Запорожской области | 22.03.1966      | сельхоз           | Ореховский район              | [ ГС 1 ]   |
| 2   | Ададурова Анна Петровна                  | 1930 — ????             | Звеньевая колхоза «Ленинским шляхом» Ореховского района Запорожской области | 23.06.1966      | сельхоз           | Ореховский район              | [ ГС 2 ]   |
| 3   | Андрианова Надежда Яковлевна             | 1920 — ????             | Звеньевая колхоза имени Будённого Мелитопольского района Запорожской области | 21.05.1952      | сельхоз           | *Орловская область            | [ ГС 3 ]   |
| 4   | Антоненко Степан Корнеевич               | 25.03.1913 — 23.08.1982 | Председатель колхоза «Запоризька сич» Запорожского района Запорожской области | 22.03.1966      | сельхоз           | Бердянский район              | [ ГС 4 ]   |
| 5   | Антонов Василий Васильевич               | 09.01.1927 — 11.11.1991 | Бригадир слесарей-монтажников Днепровского монтажного участка треста «Спецгидроэнергомонтаж» Министерства энергетики и электрификации Украинской ССР, Запорожская область                              | 12.09.1980      | энергетика        | *Ленинградская область        | [ ГС 5 ]   |
| 6   | Баштанник Григорий Семёнович             | 1914 — 07.05.1993       | Бригадир совхоза «Чапаевский» Запорожского района Запорожской области | 23.06.1966      | сельхоз           | Вольнянский район             | [ ГС 6 ]   |
| 7   | Беликов Николай Тарасович                | 09.05.1908 — 02.06.1987 | Бригадир колхоза имени Ворошилова Каменско-Днепровского района Запорожской области | 16.02.1948      | сельхоз           | Каменско-Днепровский район    | [ ГС 7 ]   |
| 8   | Бережной Сергей Иванович                 | 12.08.1929 — 27.11.1993 | Фрезеровщик Запорожского автомобильного завода «Коммунар» Министерства автомобильной промышленности СССР                                                                                               | 05.04.1971      | машиностроение    | Михайловский район            | [ ГС 8 ]   |
| 9   | Бескишкий Иван Степанович                | 1917 — ????             | Управляющий отделением совхоза «Куйбышевский» Розовского района Запорожской области | 26.02.1958      | сельхоз           | *Донецкая область             | [ ГС 9 ]   |
| 10  | Блудов Иван Яковлевич                    | 29.05.1927 — 20.12.2003 | Бригадир тракторной бригады колхоза «Мир» Токмакского района Запорожской области | 08.04.1971      | сельхоз           | Запорожская область           | [ ГС 10 ]  |
| 11  | Бобрышев Владимир Николаевич             | 21.12.1928 — 20.09.2006 | Бригадир тракторной бригады колхоза «Искра» Весёловского района Запорожской области | 08.12.1973      | сельхоз           | Весёловский район             | [ ГС 11 ]  |
| 12  | Бова Михаил Иванович                     | 1910 — ????             | Комбайнёр Каменской МТС Запорожской области | 02.06.1952      | сельхоз           | Запорожская область           | [ ГС 12 ]  |
| 13  | Богма Владимир Яковлевич                 | 04.08.1937 — 06.03.2018 | Печевой Запорожского титано-магниевого комбината имени 60-летия Великой Октябрьской социалистической революции Министерства цветной металлургии СССР                                                   | 19.02.1986      | металлургия       | *Черниговская область         | [ ГС 13 ]  |
| 14  | Бойко Владимир Дмитриевич                | 12.12.1930 — 09.06.1981 | Бригадир монтажников Запорожского специализированного управления № 103 треста «Днепростальконструкция» Министерства монтажных и специальных строительных работ Украинской ССР                          | 07.05.1971      | строительство     | Васильевский район            | [ ГС 14 ]  |
| 15  | Бойко Михаил Акимович                    | 01.05.1899 — 11.08.1986 | Сталевар сталеплавильного цеха Запорожского электрометаллургического завода «Днепроспецсталь» имени А. Н. Кузьмина Запорожского совнархоза                                                             | 19.07.1958      | металлургия       | *Винницкая область            | [ ГС 15 ]  |
| 16  | Бугаева Екатерина Антоновна              | 31.12.1913 — 04.12.1995 | Звеньевая колхоза имени Кирова Верхне-Хортицкого района Запорожской области | 16.02.1948      | сельхоз           | *Днепропетровская область     | [ ГС 16 ]  |
| 17  | Вагнер Александр Винцевич                | 1918 — 13.10.1994       | Комбайнёр Чехоградской МТС Мелитопольского района Запорожской области | 04.02.1952      | сельхоз           | *Крым                         | [ ГС 17 ]  |
| 18  | Василега Андрей Иванович                 | 19.08.1911 — 31.03.1987 | Слесарь Запорожского моторостроительного завода имени П. И. Баранова Министерства авиационной промышленности СССР                                                                                      | 22.07.1966      | машиностроение    | Гуляйпольский район           | [ ГС 18 ]  |
| 19  | Величко Михаил Андреевич                 | 1926 — ????             | Бригадир колхоза имени Ватутина Васильевского района Запорожской области | 19.04.1967      | сельхоз           | Васильевский район            | [ ГС 19 ]  |
| 20  | Витько Андрей Фёдорович                  | 10.10.1918 — 23.11.2003 | Начальник цеха Запорожского предприятия высоковольтных сетей Министерства энергетики и электрификации Украинской ССР                                                                                   | 20.04.1971      | энергетика        | *Днепропетровская область     | [ ГС 20 ]  |
| 21  | Водяницкий Григорий Петрович             | 13.04.1926 — 09.07.2002 | Первый секретарь Михайловского райкома Компартии Украины, Запорожская область | 22.12.1977      | госуправление     | Великобелозёрский район       | [ ГС 21 ]  |
| 22  | Волков Анатолий Иванович                 | 15.03.1927 — 28.02.2014 | Старший вальцовщик завода «Запорожсталь» Запорожского совнархоза | 28.05.1960      | машиностроение    | *Днепропетровская область     | [ ГС 22 ]  |
| 23  | Володова Мария Захаровна                 | 15.12.1928 — 19.07.2010 | Звеньевая колхоза «Украина» Куйбышевского района Запорожской области | 23.06.1966      | сельхоз           | *Брянская область             | [ ГС 23 ]  |
| 24  | Воронин Владимир Максимович              | род. 10.02.1942         | Комбайнёр совхоза «Запорожский» Токмакского района Запорожской области | 06.08.1974      | сельхоз           | Черниговский район            | [ ГС 24 ]  |
| 25  | Воронин Иван Яковлевич                   | 1928—1983               | Мастер паровозного депо Пологи Сталинской железной дороги, Запорожская область | 01.08.1959      | транспорт         | *Донецкая область             | [ ГС 25 ]  |
| 26  | Всеволожский Михаил Николаевич           | 07.11.1917 — 26.03.2000 | Первый секретарь Запорожского обкома Компартии Украины | 30.12.1974      | госуправление     | Васильевский район            | [ ГС 26 ]  |
| 27  | Галкин Павел Николаевич                  | 28.06.1932 — 18.09.2014 | Генеральный директор Запорожского титано-магниевого комбината имени 60-летия Великой Октябрьской социалистической революции Министерства цветной металлургии СССР                                      | 19.02.1986      | металлургия       | *Ставропольский край          | [ ГС 27 ]  |
| 28  | Галушка Дмитрий Фёдорович                | 01.10.1929 — 09.10.1998 | Сталевар Запорожского металлургического завода «Днепроспецсталь» имени А. Н. Кузьмина Министерства чёрной металлургии Украинской ССР                                                                   | 22.03.1966      | металлургия       | Ореховский район              | [ ГС 28 ]  |
| 29  | Галюк Никон Павлович                     | 05.04.1899 — 27.07.1988 | Председатель колхоза «Шлях до комунизму» Пологского района Запорожской области | 22.03.1966      | сельхоз           | Пологовский район             | [ ГС 29 ]  |
| 30  | Гнеушева Елена Ивановна                  | род. 1930               | Звеньевая колхоза имени Будённого Мелитопольского района Запорожской области | 21.05.1952      | сельхоз           | Запорожская область           | [ ГС 30 ]  |
| 31  | Головатюк Харитина Яковлевна             | 14.08.1903 — 03.10.1987 | Свинарка колхоза «Гигант» Больше-Токмакского района Запорожской области | 24.06.1949      | сельхоз           | *Хмельницкая область          | [ ГС 31 ]  |
| 32  | Гонтарь Иосиф Максимович                 | 1893—1971               | Чабан колхоза имени Чапаева Куйбышевского района Запорожской области | 22.03.1966      | сельхоз           | Пологовский район             | [ ГС 32 ]  |
| 33  | Гончар Василий Григорьевич               | 22.03.1925 — 29.07.1978 | Машинист гидропресса Запорожского коксохимического завода Министерства чёрной металлургии Украинской ССР                                                                                               | 30.03.1971      | металлургия       | *Полтавская область           | [ ГС 33 ]  |
| 34  | Гончарова Анна Михайловна                | 1912 — ????             | Звеньевая колхоза имени Ворошилова Каменско-Днепровского района Запорожской области | 28.02.1949      | сельхоз           | Каменско-Днепровский район    | [ ГС 34 ]  |
| 35  | Горина Евдокия Алексеевна                | 01.03.1904 — 23.03.1998 | Звеньевая колхоза имени Чапаева Приазовского района Запорожской области | 21.05.1952      | сельхоз           | Приазовский район             | [ ГС 35 ]  |
| 36  | Гречаная Евдокия Афанасьевна             | 09.07.1925 — ????       | Врач детской больницы № 6, гор. Запорожье | 23.10.1978      | здравоохранение   | *Днепропетровская область     | [ ГС 36 ]  |
| 37  | Гузев Виктор Степанович                  | 03.01.1932 — 11.05.1999 | Сталевар электрометаллургического завода «Днепроспецсталь» имени А. Н. Кузьмина Министерства чёрной металлургии Украинской ССР, гор. Запорожье                                                         | 30.03.1971      | металлургия       | *Грузия                       | [ ГС 37 ]  |
| 38  | Давыденко Елизавета Александровна        | 12.09.1927 — 21.08.2004 | Металлоткач Запорожского метизного завода Министерства чёрной металлургии Украинской ССР, Запорожская область                                                                                          | 22.03.1966      | металлургия       | *Северо-Казахстанская область | [ ГС 38 ]  |
| 39  | Денисенко Арсентий Максимович            | 1887 — ????             | Бригадир колхоза имени Ворошилова Каменско-Днепровского района Запорожской области | 28.02.1949      | сельхоз           | Каменско-Днепровский район    | [ ГС 39 ]  |
| 40  | Дойнова Анна Прокофьевна                 | род. 10.06.1937         | Изолировщица завода «Азовкабель» Министерства электротехнической промышленности СССР, гор. Бердянск Запорожской области                                                                                | 03.01.1974      | электропром       | *Белгородская область         | [ ГС 40 ]  |
| 41  | Донченко Пётр Петрович                   | род. 08.07.1938         | Мастер-плавильщик Запорожского моторостроительного производственного объединения Министерства авиационной промышленности СССР                                                                          | 10.06.1977      | машиностроение    | *Днепропетровская область     | [ ГС 41 ]  |
| 42  | Дуброва Мария Андреевна                  | 12.04.1912 — 08.06.1998 | Звеньевая семеноводческого совхоза имени Горького Министерства совхозов СССР, Мелитопольский район Запорожской области                                                                                 | 20.08.1949      | сельхоз           | *Херсонская область           |            |
| 43  | Дымов Георгий Степанович                 | 1930—1989               | Бригадир комплексной бригады строительного управления «Горстрой» треста «Запорожгражданстрой» Министерства строительства предприятий тяжёлой индустрии Украинской ССР, Запорожье                       | 05.04.1971      | строительство     | Приморский район              | [ ГС 42 ]  |
| 44  | Дынчев Михаил Григорьевич                | 21.11.1935 — 30.03.1983 | Комбайнёр колхоза имени Свердлова Приазовского района Запорожской области | 23.06.1966      | сельхоз           | Мелитопольский район          | [ ГС 43 ]  |
| 45  | Дядькова Любовь Васильевна               | 1926 — ????             | Звеньевая семеноводческого совхоза имени Горького Министерства совхозов СССР, Запорожская область | 06.04.1949      | сельхоз           | Мелитопольский район          | [ ГС 44 ]  |
| 46  | Егорова Прасковья Степановна             | 1924 — 30.12.1982       | Свинарка колхоза «Знамя коммунизма» Мелитопольского района Запорожской области | 26.02.1958      | сельхоз           | *Орловская область            | [ ГС 45 ]  |
| 47  | Ельцов Константин Сергеевич              | 22.12.1917 — 27.05.1983 | Директор электрометаллургического завода «Днепроспецсталь» имени А. Н. Кузьмина Министерства чёрной металлургии Украинской ССР, гор. Запорожье                                                         | 30.03.1971      | металлургия       | *Волгоградская область        | [ ГС 46 ]  |
| 48  | Емельяненко Григорий Андреевич           | 19.12.1912 — 22.09.2000 | Старший оператор цеха слябинга Запорожского металлургического завода имени Орджоникидзе «Запорожсталь» Запорожского совнархоза                                                                         | 19.07.1958      | металлургия       | *Курская область              | [ ГС 47 ]  |
| 49  | Емельянова Ксения Ильинична              | 01.01.1912 — 22.05.1992 | Свинарка колхоза «Путь Ленина» Мелитопольского района Запорожской области | 22.03.1966      | сельхоз           | *Смоленская область           | [ ГС 48 ]  |
| 50  | Ерёменко Иван Никифорович                | 05.10.1926 — 24.07.2009 | Комбайнёр колхоза имени Ильича Вольнянского района Запорожской области | 24.12.1976      | сельхоз           | Вольнянский район             | [ ГС 49 ]  |
| 51  | Ефименко Андрей Сергеевич                | род. 10.08.1929         | Бригадир-садовод колхоза имени Куйбышева Ореховского района Запорожской области | 08.12.1973      | сельхоз           | Ореховский район              | [ ГС 50 ]  |
| 52  | Жиловский Виктор Дмитриевич              | 05.04.1931 — 31.03.2014 | Старший печевой Запорожского титано-магниевого комбината Министерства цветной металлургии СССР | 29.12.1973      | металлургия       | Запорожье                     | [ ГС 51 ]  |
| 53  | Журавлёв Анатолий Дмитриевич             | 18.07.1929 — 12.02.2006 | Главный агроном колхоза имени Жданова Мелитопольского района Запорожской области | 19.04.1967      | сельхоз           | Мелитопольский район          | [ ГС 52 ]  |
| 54  | Залозный Николай Егорович                | 24.12.1928 — 05.08.2000 | Бригадир каменщиков строительного управления «Гражданстрой» № 1 треста «Запорожстрой» Запорожского совнархоза                                                                                          | 09.08.1958      | строительство     | *Курская область              | [ ГС 53 ]  |
| 55  | Запорощенко Екатерина Григорьевна        | 08.12.1930 — 16.10.2001 | Доярка колхоза имени Кирова Розовского района Запорожской области | 26.02.1958      | сельхоз           | *Донецкая область             | [ ГС 54 ]  |
| 56  | Захаренко Варвара Михайловна             | 17.12.1929 — 22.08.2015 | Свинарка совхоза «Новозлатопольский» Куйбышевского района Запорожской области | 22.03.1966      | сельхоз           | Бельмакский район             | [ ГС 55 ]  |
| 57  | Зачепило Александр Александрович         | 12.12.1913 — 10.10.1989 | Бригадир колхоза имени Ленина Гуляйпольского района Запорожской области | 30.04.1966      | сельхоз           | Гуляйпольский район           | [ ГС 56 ]  |
| 58  | Зинченко Николай Минович                 | 11.11.1936 — 23.02.2010 | Комбайнёр совхоза «Степной» Каменско-Днепровского района Запорожской области | 22.12.1977      | сельхоз           | Великобелозёрский район       | [ ГС 57 ]  |
| 59  | Зинченко Павел Иванович                  | 22.09.1927 — 04.06.2005 | Бригадир плавильщиков Запорожского абразивного комбината имени 50-летия Советской Украины Министерства станкостроительной и инструментальной промышленности СССР                                       | 05.04.1971      | металлургия       | Токмакский район              | [ ГС 58 ]  |
| 60  | Зоря Иван Иванович                       | 08.03.1918 — 02.01.1994 | Бригадир колхоза имени Жданова Мелитопольского района Запорожской области | 30.04.1966      | сельхоз           | Мелитопольский район          | [ ГС 59 ]  |
| 61  | Зубко Павел Матвеевич                    | 26.02.1916 — 16.03.2006 | Бригадир колхоза «Дружба» Бердянского района Запорожской области | 23.06.1966      | сельхоз           | Бердянский район              | [ ГС 60 ]  |
| 62  | Иванов Виктор Андреевич                  | 11.11.1910 — 13.08.2003 | Директор Запорожского трансформаторного завода Министерства электротехнической промышленности СССР | 20.04.1971      | электропром       | *Санкт-Петербург              | [ ГС 61 ]  |
| 63  | Иванов Владимир Евменович                | 07.11.1926 — 19.06.2006 | Бригадир бетонщиков управления «Мартенстрой» треста «Запорожстрой», гор. Запорожье | 11.08.1966      | строительство     | *Могилёвская область          | [ ГС 62 ]  |
| 64  | Ивасенко Ефросинья Корнеевна             | 15.07.1912 — 03.06.1996 | Звеньевая колхоза имени Чапаева Приазовского района Запорожской области | 21.05.1952      | сельхоз           | Приазовский район             | [ ГС 63 ]  |
| 65  | Ивченко Александр Георгиевич             | 23.11.1903 — 30.06.1968 | Главный конструктор ОКБ-478 Государственного комитета по авиационной технике СССР, гор. Запорожье | 22.11.1963      | машиностроение    | Токмакский район              | [ ГС 64 ]  |
| 66  | Игнатенко Василий Кириллович             | 28.08.1930 — 08.03.2008 | Директор совхоза «Лысогорский» Запорожского района Запорожской области | 22.12.1977      | сельхоз           | *Днепропетровский район       | [ ГС 65 ]  |
| 67  | Каёла Иван Антонович                     | 26.11.1928 — 25.10.2007 | Сталевар Запорожского металлургического комбината «Запорожсталь» имени С. Орджоникидзе Министерства чёрной металлургии Украинской ССР                                                                  | 30.03.1971      | металлургия       | Токмакский район              | [ ГС 66 ]  |
| 68  | Калашников Аркадий Иванович              | 12.12.1915 — 19.04.2009 | Слесарь-инструментальщик Запорожского моторостроительного завода имени П. И. Баранова Министерства авиационной промышленности СССР                                                                     | 26.04.1971      | машиностроение    | Запорожье                     | [ ГС 67 ]  |
| 69  | Калиш Виталий Николаевич                 | род. 21.05.1941         | Сталевар электрометаллургического завода «Днепроспецсталь» имени А. Н Кузьмина Министерства чёрной металлургии СССР, Запорожская область                                                               | 19.10.1982      | металлургия       | Запорожье                     | [ ГС 68 ]  |
| 70  | Карацюпа Дмитрий Иванович                | 25.12.1914 — 07.02.1992 | Председатель колхоза имени Куйбышева Приморского района Запорожской области | 08.12.1973      | сельхоз           | Бельмакский район             | [ ГС 69 ]  |
| 71  | Карпенко Василий Фёдорович               | 09.02.1917 — 08.11.1960 | Бригадир тракторной бригады Верхне-Хортицкой МТС Верхне-Хортицкого района Запорожской области | 16.02.1948      | сельхоз           | Запорожский район             | [ ГС 70 ]  |
| 72  | Качуренко (Коваль) Варвара Карповна      | 09.12.1925 — 2011       | Звеньевая колхоза имени Орджоникидзе Верхне-Хортицкого района Запорожской области | 28.02.1949      | сельхоз           | Запорожская область           | [ ГС 71 ]  |
| 73  | Кинебас Михаил Трофимович                | 26.12.1927 — 23.05.1991 | Сталевар металлургического завода «Запорожсталь» имени С. Орджоникидзе Министерства чёрной металлургии Украинской ССР, гор. Запорожье                                                                  | 22.03.1966      | металлургия       | Акимовский район              | [ ГС 72 ]  |
| 74  | Кириченко Алексей Нестерович             | 10.05.1927 — 09.02.2004 | Первый секретарь Весёловского райкома Компартии Украины, Запорожская область | 08.12.1973      | госуправление     | *Днепропетровская область     | [ ГС 73 ]  |
| 75  | Кобицкая Вера Андреевна                  | 1927 — 07.04.1981       | Доярка колхоза «Могучий» Мелитопольского района Запорожской области | 08.04.1971      | сельхоз           | Мелитопольский район          | [ ГС 74 ]  |
| 76  | Ковшик Мария Егоровна                    | род. 15.10.1939         | Испытатель Запорожского завода имени 50-летия СССР Министерства электронной промышленности СССР | 26.04.1971      | радиоэлектронпром | Приазовский район             | [ ГС 75 ]  |
| 77  | Коломоец Мария Ильинична                 | 14.05.1924 — 24.06.1998 | Птичница колхоза «Советская Украина» Ореховского района Запорожской области | 08.04.1971      | сельхоз           | Ореховский район              | [ ГС 76 ]  |
| 78  | Коновалова (Верещагина) Любовь Захаровна | 28.02.1929 — 18.09.2003 | Звеньевая колхоза имени Будённого Мелитопольского района Запорожской области | 21.05.1952      | сельхоз           | Михайловский район            | [ ГС 77 ]  |
| 79  | Кононенко Вера Константиновна            | род. 01.11.1941         | Доярка колхоза имени Ленина Токмакского района Запорожской области | 08.04.1971      | сельхоз           | Васильевский район            | [ ГС 78 ]  |
| 80  | Коровка Григорий Кондратьевич            | 15.02.1918 — 17.07.1998 | Председатель колхоза «Заповит Ленина» Гуляйпольского района Запорожской области | 08.04.1971      | сельхоз           | Гуляйпольский район           | [ ГС 79 ]  |
| 81  | Косогор Василий Арсентьевич              | 14.08.1924 — 29.05.2007 | Бригадир тракторной бригады колхоза «Россия» Бердянского района Запорожской области | 08.12.1973      | сельхоз           | Бердянский район              | [ ГС 80 ]  |
| 82  | Краличек Пётр Иванович                   | 1917 — 21.06.1993       | Комбайнёр Чехоградской МТС Мелитопольского района Запорожской области | 04.02.1952      | сельхоз           | Мелитопольский район          | [ ГС 81 ]  |
| 83  | Кругляк Филипп Каленкович                | 24.12.1905 — 04.01.1970 | Первый секретарь Мелитопольского райкома Компартии Украины, Запорожская область | 26.02.1958      | госуправление     | *Днепропетровская область     | [ ГС 82 ]  |
| 84  | Крупий Василий Лазаревич                 | 19.05.1929 — 20.06.2007 | Бригадир Днепровского титано-магниевого завода Министерства цветной металлургии СССР, гор. Запорожье                                                                                                   | 20.05.1966      | металлургия       | Гуляйпольский район           | [ ГС 83 ]  |
| 85  | Кузнецов Николай Андреевич               | 1924 — ????             | Директор совхоза имени Ленина Каменско-Днепровского района Запорожской области | 07.07.1986      | сельхоз           | *Калужская область            |            |
| 86  | Кузьменко Борис Терентьевич              | 28.08.1930 — 29.03.2017 | Начальник управления строительства «Днепрострой» Министерства энергетики и электрификации Украинской ССР, гор. Запорожье                                                                               | 12.09.1980      | энергетика        | *Кировоградская область       | [ ГС 84 ]  |
| 87  | Куриленко Виктор Трифонович              | 16.01.1937 — 26.01.2018 | Комбайнёр колхоза «Украина» Пологовского района Запорожской области | 06.03.1981      | сельхоз           | Запорожье                     | [ ГС 85 ]  |
| 88  | Лагно Надежда Петровна                   | 18.04.1937 — 13.09.2014 | Изолировщица запорожского кабельного завода «Запорожкабель» имени Ф. Энгельса производственного объединения «Запорожтрансформатор» Министерства электротехнической промышленности СССР, гор. Запорожье | 04.07.1975      | электропром       | Вольнянский район             | [ ГС 86 ]  |
| 89  | Легкоступ Евгений Иванович               | 20.11.1921 — 20.09.1991 | Токарь Запорожского электромашиностроительного завода «Искра» Министерства радиопромышленности СССР | 26.04.1971      | радиоэлектронпром | Запорожье                     | [ ГС 87 ]  |
| 90  | Лежень Иван Петрович                     | 07.09.1929 — 31.03.2008 | Вальцовщик Запорожского металлургического завода «Запорожсталь» имени С. Орджоникидзе Министерства чёрной металлургии Украинской ССР                                                                   | 20.01.1984      | металлургия       | *Днепропетровская область     | [ ГС 88 ]  |
| 91  | Лемешко Николай Семёнович                | род. 15.05.1935         | Звеньевой колхоза имени Ватутина Васильевского района Запорожской области | 10.02.1975      | сельхоз           | Васильевский район            | [ ГС 89 ]  |
| 92  | Лещенко Александр Ильич                  | 24.12.1923 — 08.08.1984 | Бригадир слесарей Запорожского завода имени 50-летия СССР Министерства электронной промышленности СССР                                                                                                 | 12.08.1975      | радиоэлектронпром | *Челябинская область          | [ ГС 90 ]  |
| 93  | Логвиненко Иван Трофимович               | 03.06.1931 — 12.06.2011 | Механизатор колхоза «Шлях до комунизму» Пологовского района Запорожской области | 08.12.1973      | сельхоз           | Пологовский район             | [ ГС 91 ]  |
| 94  | Лотарёв Владимир Алексеевич              | 15.11.1914 — 20.07.1994 | Начальник и главный конструктор Государственного союзного Запорожского машиностроительного конструкторского бюро «Прогресс» Министерства авиационной промышленности СССР                               | 14.11.1974      | машиностроение    | *Ростовская область           | [ ГС 92 ]  |
| 95  | Максименко Семён Андреевич               | 1910 — ????             | Председатель колхоза имени Ильича Верхне-Хортицкого района Запорожской области | 26.02.1958      | сельхоз           | Запорожский район             | [ ГС 93 ]  |
| 96  | Малахова Матрёна Алексеевна              | 1908 — ????             | Звеньевая колхоза имени Ворошилова Каменско-Днепровского района Запорожской области | 16.02.1948      | сельхоз           | Каменско-Днепровский район    | [ ГС 94 ]  |
| 97  | Малахова Надежда Григорьевна             | 1915 — ????             | Звеньевая колхоза имени Ворошилова Каменско-Днепровского района Запорожской области | 28.02.1949      | сельхоз           | Каменско-Днепровский район    | [ ГС 95 ]  |
| 98  | Мамаев Иван Игнатьевич                   | 04.09.1923 — 28.03.1997 | Заместитель директора Украинского научно-исследовательского института орошаемого садоводства, директор опытного хозяйства «Мелитопольское» Мелитопольского района Запорожской области                  | 07.06.1990      | сельхоз           | *Кировская область            | [ ГС 96 ]  |
| 99  | Мартыненко Иван Поликарпович             | 03.05.1910 — 20.04.1980 | Бригадир тракторной бригады Гуляй-Польской МТС Запорожской области | 26.02.1958      | сельхоз           | Гуляйпольский район           | [ ГС 97 ]  |
| 100 | Махов Иван Васильевич                    | род. 14.02.1940         | Звеньевой совхоза «Днепровский» Каменско-Днепровского района Запорожской области | 08.04.1971      | сельхоз           | Каменско-Днепровский район    | [ ГС 98 ]  |
| 101 | Милушин Тимофей Тимофеевич               | 23.06.1922 — 31.12.1988 | Токарь Запорожского автомобильного завода «Коммунар» Министерства автомобильной промышленности СССР | 22.08.1966      | машиностроение    | Акимовский район              | [ ГС 99 ]  |
| 102 | Михайлик Мария Павловна                  | 10.08.1907 — 09.04.1991 | Свинарка колхоза имени Кирова Гуляй-Польского района Запорожской области | 24.06.1949      | сельхоз           | Акимовский район              | [ ГС 100 ] |
| 103 | Мишакова Вера Фёдоровна                  | 27.09.1930 — 29.12.2003 | Звеньевая колхоза имени Будённого Мелитопольского района Запорожской области | 21.05.1952      | сельхоз           | *Новосибирская область        | [ ГС 101 ] |
| 104 | Морозова Нина Прокофьевна                | 1919 — ????             | Свинарка колхоза имени Шевченко Акимовского района Запорожской области | 22.03.1966      | сельхоз           | Акимовский район              | [ ГС 102 ] |
| 105 | Морсина Мария Павловна                   | 12.01.1917 — ????       | Доярка племенного завода «Мелитопольский» Мелитопольского района Запорожской области | 22.03.1966      | сельхоз           | *Тульская область             | [ ГС 103 ] |
| 106 | Моршна (Бобровная) Мария Ивановна        | 1919 — ????             | Звеньевая виноградарского совхоза «Жовтнева хвиля» Министерства пищевой промышленности СССР, гор. Осипенко Запорожской области                                                                         | 05.10.1949      | сельхоз           | Запорожская область           |            |
| 107 | Музыченко Василий Васильевич             | 1915 — 16.08.1974       | Старший мастер Днепровского алюминиевого завода имени С. М. Кирова Запорожского совнархоза | 09.06.1961      | металлургия       | *Черниговская область         | [ ГС 104 ] |
| 108 | Мулявко Владимир Иванович                | род. 22.08.1938         | Старший чабан племенного завода «Коммунист» Акимовского района Запорожской области | 06.09.1973      | сельхоз           | *Львовская область            | [ ГС 105 ] |
| 109 | Нараевский Владимир Михайлович           | род. 20.02.1938         | Старший чабан госплемзавода «Коммунист» Акимовского района Запорожской области | 24.12.1976      | сельхоз           | *Тернопольская область        | [ ГС 106 ] |
| 110 | Никитенкова Анна Сафоновна               | 16.02.1925 — 20.09.2016 | Доярка колхоза имени Дзержинского Червоноармейского района Запорожской области | 22.03.1966      | сельхоз           | Вольнянский район             | [ ГС 107 ] |
| 111 | Омельченко Василий Иванович              | 25.12.1918 — 06.02.1988 | Директор Запорожского моторостроительного завода имени П. И. Баранова Министерства авиационной промышленности СССР                                                                                     | 22.07.1966      | машиностроение    | *Харьковская область          | [ ГС 108 ] |
| 112 | Орлов Владимир Александрович             | род. 04.04.1933         | Старший вальцовщик стана «1680» горячей прокатки листа металлургического завода «Запорожсталь» имени С. Орджоникидзе Министерства чёрной металлургии Украинской ССР                                    | 03.01.1974      | металлургия       | *Черкасская область           | [ ГС 109 ] |
| 113 | Осока Павел Ильич                        | 09.10.1913 — 21.08.1965 | Старший монтажник реакторов Днепровского титано-магниевого комбината Запорожского совнархоза | 09.06.1961      | металлургия       | *Одесская область             | [ ГС 110 ] |
| 114 | Павлюк Иван Кириллович                   | 1913 — ????             | Директор государственного племенного завода «Коммунист» Акимовского района Запорожской области | 08.04.1971      | сельхоз           | *Черкасская область           | [ ГС 111 ] |
| 115 | Палюткина (Чёрная) Лидия Григорьевна     | 09.05.1927 — 17.10.2008 | Звеньевая колхоза имени Орджоникидзе Верхне-Хортицкого района Запорожской области | 28.02.1949      | сельхоз           | Запорожский район             | [ ГС 112 ] |
| 116 | Пантак (Белоусова) Мария Михайловна      | 1927 — ????             | Звеньевая колхоза имени Будённого Мелитопольского района Запорожской области | 21.05.1952      | сельхоз           | *Херсонская область           | [ ГС 113 ] |
| 117 | Пархоменко (Гречка) Зоя Михайловна       | 06.03.1924 — ????       | Звеньевая колхоза имени Кагановича Верхне-Хортицкого района Запорожской области | 28.02.1949      | сельхоз           | Запорожский район             | [ ГС 114 ] |
| 118 | Пастарнак Александра Фёдоровна           | 18.01.1927 — ????       | Рабочая совхоза имени Ленина Каменско-Днепровского района Запорожской области | 08.12.1973      | сельхоз           | Каменско-Днепровский район    | [ ГС 115 ] |
| 119 | Пенькас Василий Антонович                | 10.02.1928 — 02.05.1995 | Бригадир тракторной бригады колхоза «Мир» Михайловского района Запорожской области | 08.04.1971      | сельхоз           | Васильевский район            | [ ГС 116 ] |
| 120 | Петренко Василий Григорьевич             | 02.01.1928 — 07.04.1982 | Бригадир комплексной бригады строительного управления «Титанстрой» треста «Запорожалюминстрой» Министерства строительства предприятий тяжёлой индустрии Украинской ССР, гор. Запорожье                 | 05.04.1971      | строительство     | Запорожье                     | [ ГС 117 ] |
| 121 | Петренко Иван Петрович                   | 10.05.1934 — 14.11.2011 | Тракторист колхоза «Энтузиаст» Весёловского района Запорожской области | 22.12.1977      | сельхоз           | *Херсонская область           | [ ГС 118 ] |
| 122 | Пидгола Павел Михайлович                 | 12.08.1929 — 26.03.1989 | Намотчик Запорожского трансформаторного завода Министерства электротехнической промышленности СССР | 08.08.1966      | электропром       | *Днепропетровская область     | [ ГС 119 ] |
| 123 | Платонова Любовь Фёдоровна               | 27.09.1928 — 13.04.2017 | Звеньевая колхоза имени Будённого Мелитопольского района Запорожской области | 21.05.1952      | сельхоз           | *Омская область               | [ ГС 120 ] |
| 124 | Поливода Мария Михайловна                | 17.04.1924 — 10.03.2010 | Свинарка колхоза «Тащенак» Мелитопольского района Запорожской области | 10.07.1950      | сельхоз           | *Черниговская область         | [ ГС 121 ] |
| 125 | Половков Иван Сергеевич                  | 1913 — 11.01.1951       | Председатель колхоза имени Ворошилова Каменско-Днепровского района Запорожской области | 16.02.1948      | сельхоз           | Каменско-Днепровский район    | [ ГС 122 ] |
| 126 | Половков Савелий Фёдорович               | 24.04.1915 — 11.04.1975 | Бригадир колхоза имени Ворошилова Каменско-Днепровского района Запорожской области | 16.02.1948      | сельхоз           | Каменско-Днепровский район    | [ ГС 123 ] |
| 127 | Половкова Елена Трофимовна               | 1924 — ????             | Звеньевая колхоза имени Ворошилова Каменско-Днепровского района Запорожской области | 16.02.1948      | сельхоз           | Запорожская область           | [ ГС 124 ] |
| 128 | Половкова Меланья Фёдоровна              | 1909 — ????             | Звеньевая колхоза имени Ворошилова Каменско-Днепровского района Запорожской области | 16.02.1948      | сельхоз           | Запорожская область           | [ ГС 125 ] |
| 129 | Помазан Николай Степанович               | 27.05.1923 — 20.11.2001 | Бывший директор племенного завода имени Кирова Токмакского района Запорожской области | 22.03.1966      | сельхоз           | *Киевская область             | [ ГС 126 ] |
| 130 | Пометун Григорий Константинович          | 05.05.1930 — 17.07.2019 | Сталевар мартеновского цеха Запорожского металлургического завода имени Орджоникидзе «Запорожсталь» Запорожского совнархоза                                                                            | 19.07.1958      | металлургия       | *Днепропетровская область     | [ ГС 127 ] |
| 131 | Порада Алексей Николаевич                | 17.06.1928 — 10.02.2001 | Директор Запорожского абразивного комбината имени 50-летия Советской Украины Министерства станкостроительной и инструментальной промышленности СССР                                                    | 11.03.1981      | станкостроение    | *Днепропетровская область     | [ ГС 128 ] |
| 132 | Потась (Сова) Вера Леонтьевна            | 06.06.1928 — 10.09.2011 | Звеньевая колхоза имени Орджоникидзе Верхне-Хортицкого района Запорожской области | 28.02.1949      | сельхоз           | Запорожский район             | [ ГС 129 ] |
| 133 | Пудикова Нина Константиновна             | 03.02.1912 — 07.07.1996 | Начальник контрольно-испытательной лаборатории завода «Днепроспецсталь» Запорожского совнархоза | 07.03.1960      | металлургия       | *Сумская область              | [ ГС 130 ] |
| 134 | Ревенко Иван Фёдорович                   | 1910 — ????             | Бригадир полеводческой бригады колхоза «Украина» Верхне-Хортицкого района Запорожской области | 26.02.1958      | сельхоз           | Запорожский район             | [ ГС 131 ] |
| 135 | Ревут Фёдор Фёдорович                    | 06.08.1915 — 25.12.1981 | Председатель колхоза имени Кирова Розовского района Запорожской области | 26.02.1958      | сельхоз           | Розовский район               | [ ГС 132 ] |
| 136 | Реков Михаил Тарасович                   | 1924 — ????             | Звеньевой совхоза «Днепровский» Каменско-Днепровского района Запорожской области | 23.06.1966      | сельхоз           | Каменско-Днепровский район    | [ ГС 133 ] |
| 137 | Рудик Анна Васильевна                    | 01.02.1902 — 05.02.1982 | Свинарка зернового совхоза «Больше-Токмакский» Министерства совхозов СССР, Токмакский район Запорожской области                                                                                        | 22.10.1949      | сельхоз           | Васильевский район            | [ ГС 134 ] |
| 138 | Румянцев Алексей Тарасович               | 13.04.1927 — 26.03.1997 | Старший печевой Запорожского титано-магниевого комбината Министерства цветной металлургии СССР | 30.03.1971      | металлургия       | *Тверская область             | [ ГС 135 ] |
| 139 | Ручка Даниил Трофимович                  | 1900—1979               | Чабан племенного овцеводческого совхоза «Коммунист» Акимовского района Запорожской области | 26.02.1958      | сельхоз           | Акимовский район              | [ ГС 136 ] |
| 140 | Рязанцев Яков Евлампиевич                | 05.12.1911 — 24.03.1980 | Старший оператор прокатного цеха запорожского электрометаллургического завода «Днепроспецсталь» имени А. Н. Кузьмина Запорожского совнархоза                                                           | 19.07.1958      | металлургия       | *Смоленская область           | [ ГС 137 ] |
| 141 | Сарбаш Григорий Семёнович                | 07.03.1918 — 16.05.2000 | Бригадир колхоза «Ленинская правда» Михайловского района Запорожской области | 30.04.1966      | сельхоз           | *Донецкая область             | [ ГС 138 ] |
| 142 | Сардак Мария Ивановна                    | 01.01.1919 — 17.05.1979 | Доярка колхоза имени Сталина Больше-Токмакского района Запорожской области | 26.02.1958      | сельхоз           | Запорожская область           | [ ГС 139 ] |
| 143 | Семка Николай Фёдорович                  | 12.11.1914 — 25.03.2003 | Бригадир плавильщиков Днепровского алюминиевого завода имени С. М. Кирова Министерства цветной металлургии СССР, гор. Запорожье                                                                        | 20.05.1966      | металлургия       | *Днепропетровская область     | [ ГС 140 ] |
| 144 | Серая (Гривцова) Мария Андреевна         | 1908 — ????             | Звеньевая колхоза имени Кирова Камышевахского района Запорожской области | 18.05.1949      | сельхоз           | *Полтавская область           | [ ГС 141 ] |
| 145 | Сидоренко Михаил Фёдорович               | 12.07.1902 — 05.11.1989 | Директор Мелитопольской опытной станции садоводства Запорожской области | 08.04.1971      | сельхоз           | *Полтавская область           | [ ГС 142 ] |
| 146 | Сисюк Лидия Фёдоровна                    | 29.07.1924 — 26.04.2000 | Трактористка колхоза «Знамя коммунизма» Михайловского района Запорожской области | 08.04.1971      | сельхоз           | Михайловский район            | [ ГС 143 ] |
| 147 | Скворок Николай Иванович                 | 23.01.1927 — 13.03.1997 | Комбайнёр Молочанской МТС Больше-Токмакского района Запорожской области | 26.02.1958      | сельхоз           | *Черниговская область         | [ ГС 144 ] |
| 148 | Смишко Иван Иванович                     | 09.02.1930 — 16.03.1995 | Первый горновой Запорожского металлургического комбината «Запорожсталь» имени Орджоникидзе Министерства чёрной металлургии Украинской ССР                                                              | 30.03.1971      | металлургия       | Токмакский район              | [ ГС 145 ] |
| 149 | Соляник Екатерина Максимовна             | род. 16.09.1922         | Звеньевая колхоза «Червоне Побережье» Каменско-Днепровского района Запорожской области | 28.02.1949      | сельхоз           | Каменско-Днепровский район    | [ ГС 146 ] |
| 150 | Стасенко Степан Иванович                 | 16.10.1931 — 27.09.2017 | Директор совхоза «Придонецкий» Куйбышевского района Запорожской области | 07.08.1991      | сельхоз           | *Винницкая область            | [ ГС 147 ] |
| 151 | Степанянц Сурен Аванесович               | 17.12.1912 — 21.11.1979 | Директор Бердянского опытного нефтемаслозавода Министерства нефтеперерабатывающей и нефтехимической промышленности СССР, Запорожская область                                                           | 10.03.1976      | нефтехимпром      | *Азербайджан                  | [ ГС 148 ] |
| 152 | Стеценко Александра Николаевна           | 1920 — ????             | Звеньевая виноградарского совхоза «Жовтнева Хвиля» Министерства пищевой промышленности СССР, Бердянский район Запорожской области                                                                      | 05.07.1951      | сельхоз           | *Днепропетровская область     |            |
| 153 | Сюсюкова Мария Петровна                  | 19.08.1930 — 24.04.2017 | Звеньевая совхоза «Днепровский» Каменско-Днепровского района Запорожской области | 30.04.1966      | сельхоз           | Каменско-Днепровский район    | [ ГС 149 ] |
| 154 | Тарасевич Иван Фёдорович                 | 20.10.1905 — 12.11.1987 | Первый секретарь Гуляй-Польского райкома Компартии Украины, Запорожская область | 26.02.1958      | госуправление     | *Брестская область            | [ ГС 150 ] |
| 155 | Терещенко Зинаида Филипповна             | 30.10.1912 — 11.12.2007 | Зуборезчица Запорожского машиностроительного завода Запорожского совнархоза | 07.03.1960      | машиностроение    | Пологовский район             | [ ГС 151 ] |
| 156 | Тюриков Вячеслав Васильевич              | 08.10.1929 — 17.07.2010 | Старший плавильщик Запорожского завода ферросплавов Министерства чёрной металлургии Украинской ССР | 22.03.1966      | металлургия       | *Севастополь                  | [ ГС 152 ] |
| 157 | Угненко Владимир Петрович                | 01.05.1931 — 24.12.1992 | Бригадир слесарей-монтажников Запорожского специализированного управления № 204 треста «Запорожметаллургмонтаж» Министерства монтажных и специальных строительных работ СССР                           | 26.07.1966      | строительство     | Каменско-Днепровский район    | [ ГС 153 ] |
| 158 | Усатенко Галина Дмитриевна               | род. 04.02.1941         | Крутильщица Бердянского завода стекловолокна Министерства химической промышленности СССР, Запорожская область                                                                                          | 06.04.1981      | химпром           | Приморский район              | [ ГС 154 ] |
| 159 | Федоренко Владимир Николаевич            | род. 1936               | Комбайнёр колхоза «Южный» Акимовского района Запорожской области | 10.02.1975      | сельхоз           | Акимовский район              | [ ГС 155 ] |
| 160 | Филоненко Александр Никифорович          | 20.12.1930 — 18.02.2014 | Бригадир тракторной бригады колхоза «50 лет СССР» Михайловского района Запорожской области | 08.12.1973      | сельхоз           | *Житомирская область          | [ ГС 156 ] |
| 161 | Хаустова Елена Тихоновна                 | 25.08.1915 — 08.03.1991 | Доярка племенного завода имени Кирова Токмакского района Запорожской области | 22.03.1966      | сельхоз           | Мелитопольский район          | [ ГС 157 ] |
| 162 | Хильченко Александра Петровна            | 15.01.1914 — 22.05.1996 | Доярка племенного завода имени Кирова Токмакского района Запорожской области | 22.03.1966      | сельхоз           | Черниговский район            | [ ГС 158 ] |
| 163 | Цеков Демьян Владимирович                | 1914—1977               | Комбайнёр Ново-Даниловской МТС Запорожской области | 21.08.1953      | сельхоз           | Акимовский район              | [ ГС 159 ] |
| 164 | Ципко Семён Иванович                     | 13.02.1927 — 02.02.1995 | Мастер доменного цеха Запорожского металлургического завода имени Орджоникидзе «Запорожсталь» Запорожского совнархоза                                                                                  | 19.07.1958      | металлургия       | *Днепропетровская область     | [ ГС 160 ] |
| 165 | Чередниченко Пелагея Григорьевна         | 1910 — ????             | Звеньевая колхоза имени Ворошилова Каменско-Днепровского района Запорожской области | 16.02.1948      | сельхоз           | Запорожская область           | [ ГС 161 ] |
| 166 | Чипчев Александр Андреевич               | 14.01.1924 — 25.02.1999 | Чабан совхоза «Вольный» Приморского района Запорожской области | 22.03.1966      | сельхоз           | Приморский район              | [ ГС 162 ] |
| 167 | Шевелёв Иван Степанович                  | 10.10.1914 — 13.09.1984 | Котельщик Запорожского паровозоремонтного завода Запорожского совнархоза | 01.08.1959      | транспорт         | Запорожье                     | [ ГС 163 ] |
| 168 | Шевченко Любовь Васильевна               | 1920 — ????             | Доярка племенного завода «Мелитопольский» Мелитопольского района Запорожской области | 22.03.1966      | сельхоз           | *Хмельницкая область          | [ ГС 164 ] |
| 169 | Шульга (Уварова) Нина Алексеевна         | род. 1932               | Звеньевая колхоза имени Будённого Мелитопольского района Запорожской области | 21.05.1952      | сельхоз           | *Костромская область          | [ ГС 165 ] |
| 170 | Шульга Ольга Тихоновна                   | 1921 — ????             | Звеньевая колхоза имени Будённого Больше-Белозёрского района Запорожской области | 18.05.1949      | сельхоз           | Васильевский район            | [ ГС 166 ] |
| 171 | Щербина Андрей Артёмович                 | 1915 — ????             | Чабан племенного завода «Коммунист» Акимовского района Запорожской области | 22.03.1966      | сельхоз           | Акимовский район              | [ ГС 167 ] |
| 172 | Юпко Лев Дмитриевич                      | 25.10.1911 — 10.01.1993 | Директор Запорожского металлургического завода имени Орджоникидзе «Запорожсталь» Запорожского совнархоза                                                                                               | 19.07.1958      | металлургия       | *Донецкая область             | [ ГС 168 ] |
| 173 | Юрченко Владимир Михайлович              | 20.07.1930 — ????       | Старший плавильщик Запорожского ферросплавного завода Министерства чёрной металлургии Украинской ССР                                                                                                   | 30.03.1971      | металлургия       | Вольнянский район             | [ ГС 169 ] |

## Уроженцы Запорожской области, удостоенные звания Героя Социалистического Труда в других регионах СССР
| № | Фамилия, имя, отчество      | Даты жизни              | Деятельность | Дата присвоения       | Отрасль       | Место рождения   | ГС       |
| - | --------------------------- | ----------------------- | --- | --------------------- | ------------- | ---------------- | -------- |
| 1 | Ганчев Иван Дмитриевич      | 09.12.1929 — 01.08.2009 | Бригадир монтажников строительного управления №2 треста «Марганецрудстрой», гор. Орджоникидзе Днепропетровской области; бригадир монтажников треста «Никопольстрой» Министерства строительства предприятий тяжёлой индустрии СССР, гор. Никополь Днепропетровской области | 11.08.1966 01.04.1986 | строительство | Приморский район | [ ГС 1 ] |
| 2 | Доллежаль Николай Антонович | 27.10.1899 — 20.11.2000 | Директор Научно-исследовательского института химического машиностроения Министерства машиностроения и приборостроения СССР; директор Научно-исследовательского и конструкторского института энерготехники Министерства среднего машиностроения СССР, гор. Москва          | 29.10.1949 26.10.1984 | атомпром      | Ореховский район | [ ГС 2 ] |

| №  | Фамилия, имя, отчество              | Даты жизни              | Деятельность | Дата присвоения | Отрасль           | Место рождения             | ГС        |
| -- | ----------------------------------- | ----------------------- | --- | --------------- | ----------------- | -------------------------- | --------- |
| 1  | Алексеева Клавдия Ильинична         | 1913 — ????             | Рабочая Гонийского совхоза имени Берия Министерства сельского хозяйства СССР, Батумский район Аджарской АССР | 05.07.1949      | сельхоз           |                            | [ ГС 3 ]  |
| 2  | Алексеенко Евгения Кузьминична      | 1907 — ????             | Звеньевая молочного совхоза имени Куйбышева Министерства совхозов СССР, Днепропетровская область | 16.04.1949      | сельхоз           |                            |           |
| 3  | Бабак Михаил Яковлевич              | 1895 — ????             | Бригадир подсобного хозяйства «Зирка» Министерства транспортного и тяжёлого машиностроения СССР, Сталинская область | 16.10.1953      | сельхоз           |                            |           |
| 4  | Бойко Сергей Захарович              | 1908 — 01.08.1980       | Комбайнёр Петропавловской МТС Курганинского района Краснодарского края | 27.06.1952      | сельхоз           | Васильевский район         | [ ГС 4 ]  |
| 5  | Борисенко Семён Иванович            | 05.02.1900 — 1992       | Врач-хирург, ассистент кафедры госпитальной хирургии Владивостокского медицинского института, Приморский край | 09.03.1966      | здравоохранение   | Васильевский район         | [ ГС 5 ]  |
| 6  | Бугай Василий Антонович             | род. 10.08.1921         | Бригадир рабочих шкуропосолочного отделения Донецкого мясокомбината Министерства мясной и молочной промышленности Украинской ССР | 14.06.1966      | пищепром          |                            |           |
| 7  | Варянык Василий Ефремович           | 1920 — ????             | Комбайнёр Котельниковской МТС Сталинградской области | 13.10.1953      | сельхоз           | Черниговский район         | [ ГС 6 ]  |
| 8  | Васильев Николай Михайлович         | 19.12.1914 — 17.11.1998 | Слесарь-инструментальщик Омского моторостроительного завода имени П. И. Баранова Министерства авиационной промышленности СССР | 22.07.1966      | машиностроение    | Запорожье                  | [ ГС 7 ]  |
| 9  | Вашанцев Валентин Иванович          | 15.02.1914 — 13.09.1977 | Начальник 1-го Управления Государственного комитета по судостроению СССР, бывший главный инженер завода № 402, гор. Москва | 28.04.1963      | машиностроение    | Приазовский район          | [ ГС 8 ]  |
| 10 | Глазунов Александр Петрович         | 27.07.1921 — 02.09.1986 | Первый секретарь Бродовского районного комитета КПУ Львовской области | 22.12.1977      | госуправление     | Мелитопольский район       | [ ГС 9 ]  |
| 11 | Глоба Юрий Васильевич               | род. 04.05.1939         | Начальник участка шахты «Белозерская» производственного объединения «Добропольеуголь» Министерства угольной промышленности Украинской ССР, Донецкая область | 02.03.1981      | углепром          |                            |           |
| 12 | Гридин Георгий Степанович           | 12.11.1912 — 03.11.1981 | Управляющий трестом «Иртышуголь» Управления угольной промышленности Казахской ССР, Павлодарская область | 29.06.1966      | углепром          | Бельмакский район          | [ ГС 10 ] |
| 13 | Грушецкий Иван Самойлович           | 22.08.1904 — 28.11.1982 | Председатель Президиума Верховного Совета Украинской ССР, гор. Киев | 21.08.1974      | госуправление     | Ореховский район           | [ ГС 11 ] |
| 14 | Густилин Станислав Алексеевич       | 28.10.1927 — 21.06.2000 | Главный врач центральной районной больницы Богодуховского района Харьковской области | 04.02.1969      | здравоохранение   | Запорожье                  | [ ГС 12 ] |
| 15 | Даниленко Аверьян Корнеевич         | 19.09.1912 — 28.12.1991 | Комбайнёр зернового совхоза «Ново-Уральский» Министерства совхозов СССР, Таврический район Омской области | 30.04.1951      | сельхоз           | Приазовский район          | [ ГС 13 ] |
| 16 | Динков Василий Александрович        | 25.12.1924 — 25.06.2001 | Министр газовой промышленности СССР, гор. Москва | 24.12.1984      | газпром           | Бердянский район           | [ ГС 14 ] |
| 17 | Довжик Михаил Егорович              | 19.09.1928 — 13.12.1998 | Бригадир совхоза «Шуйский» Атбасарского района Целиноградской области | 13.12.1972      | сельхоз           | Акимовский район           | [ ГС 15 ] |
| 18 | Замрий Фёдор Дмитриевич             | 15.02.1928 — 11.06.2000 | Бригадир монтажников Криворожского домостроительного комбината Кривбасстроя Министерства строительства предприятий тяжёлой индустрии Украинской ССР, Днепропетровская область | 08.01.1974      | строительство     | Великобелозёрский район    | [ ГС 16 ] |
| 19 | Зинченко Игнат Игнатьевич           | 20.12.1909 — 15.10.1978 | Первый секретарь Солонянского райкома Компартии Украины, Днепропетровская область | 26.02.1958      | госуправление     | Гуляйпольский район        | [ ГС 17 ] |
| 20 | Карпов Владимир Фёдорович           | 04.11.1911 — 24.09.1987 | Директор Ждановского завода тяжёлого машиностроения имени 50-летия Великой Октябрьской социалистической революции Министерства тяжёлого, энергетического и транспортного машиностроения СССР, Донецкая область | 05.04.1971      | машиностроение    | Токмакский район           | [ ГС 18 ] |
| 21 | Киосев Владимир Иванович            | 01.10.1919 — 16.11.2006 | Начальник службы пути, зданий и сооружений Кировской железной дороги, Карельская АССР | 01.08.1959      | транспорт         | Приморский район           | [ ГС 19 ] |
| 22 | Кисунько Григорий Васильевич        | 20.07.1918 — 11.10.1998 | Начальник отдела КБ-1 Министерства оборонной промышленности СССР | 20.04.1956      | оборонпром        | Бельмакский район          | [ ГС 20 ] |
| 23 | Клименко Николай Иванович           | 09.07.1913 — 04.07.1990 | Комбайнёр Марьинской МТС Сталинской области | 26.04.1951      | сельхоз           | Вольнянский район          | [ ГС 21 ] |
| 24 | Коваль Иван Андреевич               | 09.12.1914 — 12.08.2007 | Генеральный конструктор по двигателям средней мощности для тракторов, комбайнов и самоходных шасси — начальник Головного специализированного конструкторского бюро по двигателям средней мощности Харьковского моторостроительного производственного объединения «Серп и молот» Министерства тракторного и сельскохозяйственного машиностроения СССР | 24.09.1982      | машиностроение    |                            | [ ГС 22 ] |
| 25 | Козлов Николай Николаевич           | род. 1927               | Комбайнёр Озёрной МТС Крымской области | 17.05.1952      | сельхоз           |                            |           |
| 26 | Кононенко Иван Платонович           | 22.11.1916 — 1970       | Бригадир тракторной бригады Кисляковской МТС Кущёвского района Краснодарского края | 16.04.1949      | сельхоз           |                            | [ ГС 23 ] |
| 27 | Косоногов Алексей Ильич             | 12.06.1929 — 15.10.1981 | Капитан рыболовного сейнера «Чугуев» Управления сейнерного флота, гор. Холмск Сахалинской области | 13.04.1963      | рыбхоз            | Михайловский район         | [ ГС 24 ] |
| 28 | Косьма Григорий Александрович       | 27.06.1929 — 07.09.1993 | Бригадир тракторной бригады Джетыгаринской МТС Кустанайской области | 11.01.1957      | сельхоз           | Бердянский район           | [ ГС 25 ] |
| 29 | Криворучко Григорий Семёнович       | 03.01.1914 — 29.10.1973 | Бригадир зернового совхоза имени Орджоникидзе Министерства совхозов СССР, Азербайджанская ССР | 05.04.1948      | сельхоз           | Каменско-Днепровский район | [ ГС 26 ] |
| 30 | Левен Владимир Петрович             | 19.04.1932 — 19.04.1990 | Механизатор совхоза «Фёдоровский» Фёдоровского района Кустанайской области | 19.02.1981      | сельхоз           | Михайловский район         | [ ГС 27 ] |
| 31 | Левченко Фёдор Васильевич           | 1915—1987               | Бригадир тракторной бригады Красноармейской МТС Кустанайской области | 11.01.1957      | сельхоз           | Михайловский район         | [ ГС 28 ] |
| 32 | Лысенко Гавриил Григорьевич         | 09.03.1915 — 18.10.1983 | Комбайнёр Красногвардейской МТС, Крымская область | 27.03.1952      | сельхоз           | Приазовский район          | [ ГС 29 ] |
| 33 | Максименко Константин Иванович      | 29.05.1914 — 15.11.1994 | Бригадир бригады совхоза имени Тахтарова Камышнинского района Кустанайской области | 11.01.1957      | сельхоз           | Вольнянский район          | [ ГС 30 ] |
| 34 | Малая Любовь Трофимовна             | 13.01.1919 — 14.04.2003 | Заведующая кафедрой госпитальной терапии Харьковского медицинского института, академик Академии медицинских наук СССР | 12.01.1979      | наука             | Ореховский район           | [ ГС 31 ] |
| 35 | Марков Фёдор Константинович         | 1917—2001               | Комбайнёр Константиновской МТС Министерства хлопководства СССР, Петровский район Ставропольского края | 30.07.1952      | сельхоз           |                            | [ ГС 32 ] |
| 36 | Мороз Андрей Калинович              | 1910 — 02.03.1992       | Комбайнёр Урало-Илекской МТС Илекского района Чкаловской области | 11.01.1957      | сельхоз           |                            | [ ГС 33 ] |
| 37 | Моссаковский Владимир Иванович      | 27.08.1919 — 13.07.2006 | Ректор Днепропетровского государственного университета, академик Академии наук Украинской ССР | 05.08.1982      | наука             | Мелитопольский район       | [ ГС 34 ] |
| 38 | Мурчич Кушнеренко) Дарья Дмитриевна | 05.05.1930 — 03.04.2015 | Рабочая Кохорского совхоза Министерства сельского хозяйства СССР, Гальский район Абхазской АССР | 05.07.1949      | сельхоз           | Ореховский район           | [ ГС 35 ] |
| 39 | Некрасов Зот Ильич                  | 08.01.1908 — 01.12.1990 | Директор Института чёрной металлургии, академик Академии наук Украинской ССР, гор. Днепропетровск | 13.03.1969      | наука             | Мелитопольский район       | [ ГС 36 ] |
| 40 | Павловский Александр Иванович       | 27.06.1927 — 12.02.1993 | Начальник научного отделения КБ-11 Министерства среднего машиностроения СССР, Горьковская область | 29.07.1966      | атомпром          | Запорожье                  | [ ГС 37 ] |
| 41 | Переверзев Пётр Семёнович           | 14.07.1914 — 03.05.1967 | Председатель колхоза «Россия» Красногвардейского района Крымской области | 22.03.1966      | сельхоз           | Приазовский район          | [ ГС 38 ] |
| 42 | Петухов Константин Дмитриевич       | 21.08.1914 — 14.08.1981 | Директор Московского электромашиностроительного завода «Динамо» имени С. М. Кирова Министерства электротехнической промышленности СССР | 28.08.1974      | электропром       | Бердянский район           | [ ГС 39 ] |
| 43 | Плющакова Вера Ивановна             | 20.10.1928 — 30.01.2016 | Звеньевая совхоза «Харцызский» Амвросиевского района Донецкой области | 23.06.1966      | сельхоз           | Бельмакский район          | [ ГС 40 ] |
| 44 | Подлепа Алексей Пантелеймонович     | 23.08.1907 — 11.11.1970 | Управляющий трестом «Криворожаглострой» Министерства строительства Украинской ССР, гор. Кривой Рог Днепропетровской области | 11.08.1966      | строительство     | Ореховский район           | [ ГС 41 ] |
| 45 | Полторацкий Федот Федотович         | 17.05.1914 — 1996       | Бригадир тракторной бригады Ольшанской МТС Целинского района Ростовской области | 24.03.1949      | сельхоз           | Весёловский район          | [ ГС 42 ] |
| 46 | Попов Спиридон Павлович             | 25.12.1908 — 01.05.1976 | Директор Люберецкого завода сельскохозяйственного машиностроения имени Ухтомского Министерства тракторного и сельскохозяйственного машиностроения СССР, Московская область | 05.08.1966      | машиностроение    | Бердянский район           | [ ГС 43 ] |
| 47 | Прилипко Александр Викторович       | 1908—1986               | Бывший первый секретарь Генического райкома Компартии Украины, Херсонская область | 26.02.1958      | госуправление     | Запорожье                  | [ ГС 44 ] |
| 48 | Резчик Пётр Харитонович             | 1909 — 06.1967          | Директор Машиностроительного завода имени С. М. Кирова Министерства судостроительной промышленности СССР, гор. Алма-Ата | 25.07.1966      | машиностроение    |                            | [ ГС 45 ] |
| 49 | Рыбальченко Анатолий Иванович       | 21.06.1933 — 15.12.1994 | Старший вальцовщик Никопольского южнотрубного металлургического завода имени 50-летия Великой Октябрьской социалистической революции Министерства чёрной металлургии Украинской ССР, Днепропетровская область | 30.03.1971      | металлургия       | Запорожье                  | [ ГС 46 ] |
| 50 | Савченко Иван Михайлович            | 09.04.1919 — 07.04.1984 | Главный инженер Северного машиностроительного предприятия Министерства судостроительной промышленности СССР, гор. Северодвинск Архангельской области | 30.03.1970      | машиностроение    | Каменско-Днепровский район | [ ГС 47 ] |
| 51 | Сахно Алексей Андреевич             | род. 03.01.1936         | Комбайнёр совхоза «Убаганский» Карасуского района Кустанайской области | 13.12.1972      | сельхоз           | Михайловский район         | [ ГС 48 ] |
| 52 | Семенченко Фёдор Яковлевич          | 16.02.1903 — 1986       | Старший дорожный мастер дистанции пути Нижнеднепровск-Узел Сталинской железной дороги, Днепропетровская область | 01.08.1959      | транспорт         | Бердянский район           | [ ГС 49 ] |
| 53 | Сергеев Владимир Сергеевич          | 25.07.1911 — 21.12.1999 | Директор Научно-исследовательского института точной технологии Министерства электронной промышленности СССР, гор. Зеленоград, Москва | 26.04.1971      | радиоэлектронпром |                            | [ ГС 50 ] |
| 54 | Стоянов Марк Семёнович              | 22.04.1906 — 1992       | Начальник участка шахты № 7 комбината «Ростовуголь» Министерства угольной промышленности западных районов СССР, Ростовская область | 28.08.1948      | углепром          | Бельмакский район          | [ ГС 51 ] |
| 55 | Суботня Ирина Терентьевна           | 1910 — ????             | Звеньевая колхоза «Социалистична перебудова» Лысогорского района Николаевской области | 16.02.1948      | сельхоз           | Акимовский район           | [ ГС 52 ] |
| 56 | Тоцкий Пётр Корнеевич               | 10.01.1909 — 12.01.1979 | Старший машинист паровозного депо Львов-Запад Львовской железной дороги, Львовская область | 01.08.1959      | транспорт         | Пологовский район          | [ ГС 53 ] |
| 57 | Фурманов Александр Родионович       | 24.08.1914 — 21.09.1990 | Управляющий трестом «Уралтяжтрубстрой» Министерства строительства предприятий тяжёлой индустрии СССР, гор. Первоуральск Свердловской области | 05.04.1971      | строительство     | Михайловский район         | [ ГС 54 ] |
| 58 | Чекмарёв Александр Петрович         | 12.09.1902 — 11.03.1975 | Заведующий кафедрой обработки металлов давлением Днепропетровского металлургического института, консультант Института чёрной металлургии, академик Академии наук СССР | 12.09.1972      | наука             | Каменско-Днепровский район | [ ГС 55 ] |
| 59 | Шабранский Виталий Леонидович       | 24.01.1917 — 09.12.1992 | Начальник лаборатории ОКБ-456 Государственного комитета Совета Министров СССР по оборонной технике, Московская область | 17.06.1961      | машиностроение    | Мелитопольский район       | [ ГС 56 ] |
| 60 | Шахова Надежда Ивановна             | 04.10.1926 — 11.02.2015 | Зуборез завода № 175 имени С. М. Кирова Алма-Атинского совнархоза | 07.03.1960      | машиностроение    | Токмакский район           | [ ГС 57 ] |
| 61 | Шумара Каленик Тимофеевич           | 24.07.1903 — 05.05.1973 | Первый секретарь Затобольского райкома Компартии Казахстана, Кустанайская область | 11.01.1957      | госуправление     | Черниговский район         | [ ГС 58 ] |
| 62 | Юрьев Михаил Афанасьевич            | 06.09.1911 — 25.09.1994 | Директор завода «Красное Сормово» имени А. А. Жданова Министерства судостроительной промышленности СССР, Горьковская область | 26.04.1971      | машиностроение    | Мелитопольский район       | [ ГС 59 ] |

## Герои Социалистического Труда, прибывшие в Запорожскую область на постоянное проживание из других регионов
| № | Фамилия, имя, отчество              | Даты жизни              | Деятельность | Дата присвоения | Отрасль     | Место проживания   | ГС       |
| - | ----------------------------------- | ----------------------- | --- | --------------- | ----------- | ------------------ | -------- |
| 1 | Буданова (Луцевая) Мария Тимофеевна | 01.01.1921 — ????       | Звеньевая колхоза имени Чапаева Молотовабадского района Сталинабадской области                                                           | 01.03.1948      | сельхоз     |                    |          |
| 2 | Волков Василий Михайлович           | 20.04.1912 — 19.11.1984 | Председатель колхоза имени Ленина Асиновского района Томской области                                                                     | 23.06.1966      | сельхоз     | Мелитополь         | [ ГС 1 ] |
| 3 | Гибалов Николай Григорьевич         | 13.09.1932 — 16.02.1998 | Комбайнёр колхоза «Знамя коммунизма» Первомайского района Крымской области                                                               | 08.04.1971      | сельхоз     | Васильевский район | [ ГС 2 ] |
| 4 | Корнев Пётр Егорович                | 05.02.1922 — 30.01.1989 | Бригадир монтажников треста «Гидромонтаж» Министерства энергетики и электрификации СССР на строительстве Братской ГЭС, Иркутская область | 23.02.1966      | энергетика  | Запорожье          | [ ГС 3 ] |
| 5 | Маркелов Александр Иванович         | 15.08.1908 — ????       | Бригадир колхоза имени Будённого Близнюковского района Харьковской области                                                               | 07.05.1948      | сельхоз     | Запорожье          | [ ГС 4 ] |
| 6 | Михайленко Яков Фомич               | 05.11.1923 — 14.11.2013 | Комбайнёр совхоза «Симферопольский» Министерства хлопководства СССР, Крымская область                                                    | 11.03.1952      | сельхоз     | Мелитополь         | [ ГС 5 ] |
| 7 | Титов Николай Васильевич            | 24.04.1925 — 31.05.1993 | Машинист экскаватора карьера трубки «Мир» объединения «Якуталмаз» Министерства цветной металлургии СССР, Якутская АССР                   | 30.03.1971      | металлургия |                    | [ ГС 6 ] |
| 8 | Фоминцев Пётр Васильевич            | 11.07.1913 — 16.02.1993 | Комбайнёр Омутинской МТС Тюменской области                                                                                               | 21.06.1952      | сельхоз     | Запорожье          | [ ГС 7 ] |

## Лица, лишённые звания Героя Социалистического Труда
| № | Фамилия, имя, отчество   | Даты жизни  | Деятельность                                                        | Дата присвоения | Дата лишения | Отрасль            | Место рождения   | ГС       |
| - | ------------------------ | ----------- | ------------------------------------------------------------------- | --------------- | ------------ | ------------------ | ---------------- | -------- |
| 1 | Нестеренко Иван Петрович | 1898 — ???? | Бригадир колхоза «Новый быт» Минусинского района Красноярского края | 07.01.1948      | 29.08.1951   | сельское хозяйство | Ореховский район | [ ГС 1 ] |